# Jurski Vrh
Jurski Vrh (pred letom 1952 Sveti Jurij ob Pesnici) je naselje v Občini Kungota.